# كأس العالم لكرة الماء فينا 2006
كأس العالم لكرة الماء (فينا) 2006 كان الموسم الثالث عشر من كأس فينا، ونظمت من قبل الاتحاد الدولي للسباحة (FINA). وجرت المنافسات في بودابست المجر. في الفترة من 13 إلى 18 يونيو 2006.
وتوج منتخب صربيا والجبل الأسود بكأس البطولة. فيما حل منتخب المجر في المركز الثاني، ومنتخب إسبانيا في المركز الثالث.

## الفرق
| المجموعة أ                    | المجموعة ب                                |
| ----------------------------- | ----------------------------------------- |
| اليونان المجر إيطاليا رومانيا | كرواتيا روسيا صربيا والجبل الأسود إسبانيا |

## المباريات
- الثلاثاء 13 يونيو 2005

| كرواتيا             | 12 – 9 | روسيا   | 4-3 • 1-3 • 4-2 • 3-1 |
| اليونان             | 7 – 8  | رومانيا | 2-3 • 2-1 • 1-1 • 2-3 |
| إيطاليا             | 6 – 10 | المجر   | 2-2 • 1-2 • 1-3 • 2-3 |
| صربيا والجبل الأسود | 7 – 6  | إسبانيا | 2-4 • 2-0 • 2-2 • 1-0 |

- الأربعاء 14 يونيو 2005

| كرواتيا             | 8 – 8  | إسبانيا | 2-3 • 2-1 • 3-2 • 1-2 |
| صربيا والجبل الأسود | 13 – 7 | روسيا   | 3-1 • 4-4 • 2-0 • 4-2 |
| اليونان             | 4 – 14 | المجر   | 4-4 • 2-3 • 0-4 • 1-3 |
| إيطاليا             | 7 – 5  | رومانيا | 1-1 • 2-1 • 1-1 • 3-2 |

- الخميس 15 يونيو 2005

| روسيا   | 6 – 10 | إسبانيا             | 1-3 • 2-2 • 1-2 • 2-3 |
| اليونان | 5 – 7  | إيطاليا             | 1-1 • 3-1 • 1-4 • 0-1 |
| رومانيا | 6 – 14 | المجر               | 4-5 • 1-3 • 0-3 • 1-3 |
| كرواتيا | 8 – 9  | صربيا والجبل الأسود | 1-3 • 2-0 • 2-4 • 3-2 |

### الترتيب
| المجموعة أ | النقاط | المباريات | قوز | تعادل | خسارة | PF | PA |
| ---------- | ------ | --------- | --- | ----- | ----- | -- | -- |
| المجر      | 6      | 3         | 3   | 0     | 0     | 38 | 19 |
| إيطاليا    | 4      | 3         | 2   | 0     | 1     | 20 | 20 |
| رومانيا    | 2      | 3         | 1   | 0     | 2     | 19 | 28 |
| اليونان    | 0      | 3         | 0   | 0     | 3     | 19 | 29 |

| المجموعة ب          | النقاط | المباريات | قوز | تعادل | خسارة | PF | PA |
| ------------------- | ------ | --------- | --- | ----- | ----- | -- | -- |
| صربيا والجبل الأسود | 6      | 3         | 3   | 0     | 0     | 29 | 21 |
| كرواتيا             | 3      | 3         | 1   | 1     | 1     | 28 | 26 |
| إسبانيا             | 3      | 3         | 1   | 1     | 1     | 24 | 21 |
| روسيا               | 0      | 3         | 0   | 0     | 3     | 22 | 35 |

## ربع النهائي
- الجمعة 16 يونيو 2005
  - ربع النهائي الأول (17:30 ساعة)

| رومانيا | 7 – 10 | كرواتيا | 2-2 • 2-2 • 3-4 • 0-2 |

- - ربع النهائي الثاني (19:00)

| إيطاليا | 3 – 9 | إسبانيا | 0-1 • 0-4 • 3-1 • 0-3 |

## نصف النهائي
- السبت 17 يونيو 2005
  - نصف النهائي الأول (17:30)

| المجر | 10 – 6 | كرواتيا | 2-1 • 4-1 • 2-3 • 2-1 |

- - نصف النهائي الثاني (19:00)

| صربيا والجبل الأسود | 13 – 8 | إسبانيا | 5-2 • 3-2 • 3-2 • 2-2 |

## النهائي
- الجمعة 16 يونيو 2005
  - المركز السابع (15:00)

| اليونان | 10 – 6 | روسيا | 2-2 • 3-2 • 3-2 • 2-0 |

- السبت 17 يونيو 2005
  - المركز الخامس (15:00)

| رومانيا | 4 – 7 | إيطاليا | 2-0 • 1-4 • 1-1 • 0-2 |

- الأحد 18 يونيو 2005
  - المركز الثالث (15:30)

| كرواتيا | 10 – 13 | إسبانيا | 2-3 • 2-3 • 2-5 • 4-2 |

- - المركز الأول (17:30)

| المجر | 9 – 10 | صربيا والجبل الأسود | 1-3 • 2-2 • 2-1 • 3-2 • 1-1 • 0-1 |